# Йоахим Пайпер
Йоахим „Йохен“ Пайпер (на немски: Joachim Peiper) е германски офицер от Вафен-СС, SS-Standartenführer (еквивалент на полковник), военнопрестъпник.
Командир на бойна група „Пайпер“, част от 1-ва СС танкова дивизия, отговорен за екзекутирането на 300 американски военнопленници, наречено Клането в Малмеди, близо до Малмеди, Белгия, по време на Арденската офанзива през Втората световна война, януари 1945 година.

## Биография
Йоахим Пайпер е роден на 31 януари 1915 година в Берлин, в семейството на Пруски капитан, ветеран от източноафриканските битки, които Германската империя води, по време на Първата световна война. Пайпер е третият син в семейството (има двама братя – Ханс-Хасо и Хорст).
Още като ученик се записва в паравоенното формирование СС-Шуцштафел (под номер 132 496). Завършва гимназия в Берлин с пълно отличие, през 1934 година, след което се посветява на военна кариера.

## Военна кариера
След като учи във военни училища в Ютербог 1934 и Брауншвайг, се включва в редиците на 1-ва СС дивизия „Адолф Хитлер“. През 1938 година е прехвърлен в щаба на Хайнрих Химлер, където служи като адютант и офицер за свръзка. Там се запознава с бъдещата си съпруга – Зигфрид, която работи като секретарка в канцеларията на Химлер. Сключват брак на 26 септември 1939 година. двамата имат три деца – Хайнрих, Елке и Силке.

## Втора световна война
Първата битка в която участва Пайпер (командва 11 роти) е с 1-ва СС дивизия „Адолф Хитлер“, през 1940 година, по време на инвазията на Нацистка Германия на Запад. Участва в битката за превземането на Вартенбергските височини. Тази битка е интересна защото точно когато всички очакват германската армия да унищожи остатъците от британската и разбитата френска армия, и да ги вкара в Ламанша, Адолф Хитлер нарежда за спиране на военните действия против съюзническите войски, пред обкръжения Дюнкерк.
Британската артилерия, която била разположена по околните брегове, нанася известни поражения на 1-ва СС дивизия. Несъобразявайки се с височайшата заповед Зеп Дитрих нарежда да се завземат позициите на британската артилерия. За успешните действия в този ден Йоахим е награден с Железен кръст I степен.
Пайпер взима участие в операции на Балканите както и на Източния фронт. От 30 януари до 1 декември 1943 година командва 3-ти батальон на 2-ри СС полк. По време на това командване, успява да спаси 320-а пехотна дивизия, която се намира в обкръжение от Червената армия. За показаната смелост в битката при Харков, е награден на 17 март 1943 година за втори път с Железен кръст.

## Военни престъпления
През декември 1943 година поема командването на 1-ва СС дивизия „Адолф Хитлер“. Под негово командване са извършени едни от най-тежките военни престъпления по време на Втората световна война, но няма категорични доказателства.
В при прорив в района на Харков, Украинска ССР, около селата Красная поляна, Семеновка и Ефремовка подразделението под негово командване изгаря живи заедно със селата над 1300 мирни жители, основно жени и деца, за което получава прозвището „Бензиновата лампа“.
Приписва му се и убийството на 23 цивилни граждани в италианското село Бов.
На 27 януари 1944 година към Железния му кръст са добавени „Дъбови листа“. По време на Арденската офанзива Пайпер е начело на бойна група (Kampfgruppe), носеща неговото име, когато при Малмеди, Белгия, разстрелва 71 пленени американски военнопленници.
Пайпер успява на 24 декември 1944 година да се измъкне от обкръжението при Ла Гейзе. Спасява около 800 войници от бойната група, които в авантюристичен стил, правят 33-часов непрекъснат преход през планински местности и гори, като на няколко места дори преминават ледено студени реки.
За показана храброст в Арденската операция, на 11 януари 1945 година, е награден с „мечове“ за Железния му кръст.
В края на месец май 1945 година Йоахим Пайпер се предава на американските войски.

## Военен трибунал и следвоенни години
На процеса в Дахау, цялата бойна група „Пайпер“, е подведена под отговорност за екзекутирането на американските войници в Малмеди и за убитите цивилни. Пайпер предлага да поеме цялата отговорност, а неговите войници да бъдат освободени, но предложението не е прието от военния трибунал. Почти всички членове на групата са осъдени на доживотен затвор, а Пайпер и още двама членове на групата са осъдени на смърт чрез обесване.
Йохен престоява в отделението за смъртници от 1946 до 1951 година, чакайки да бъде изпълнена смъртната присъда, но решението на съда така и не е изпълнено, а е заменено с доживотен затвор.
През 1956 година е помилван и скоро след освобождаването му от затвора започва работа в компанията Порше, разположена в Западна Германия.
През 1968 година срещу него е повдигнато обвинение за убийството на цивилни граждани в селото Бов, но поради липса на неоспорими доказателства е освободен.
В началото на 70-те години на ХХ век, заедно с цялото си семейство, се премества да живее в Траве, Франция, близо до границата с Германия. Въпреки опита да остане анонимен, на 13 юли 1976 година домът му е запален. След потушаването на пожара в къщата е намерен овъгленият труп на Йохен, а до него пистолет, от който е стреляно. Подпалвачите така и не са открити.
Неонацистки организации обявяват че за атентата са отговорни френските комунисти.